# Sigismund von Schkoppe
Sigismund von Schkoppe, né à Parchów (Prusse) le 10 mars 1613 et mort à Glogau le 3 octobre 1654 selon Mello ou né à Lubin (Prusse) en 1600 et mort en 1670 selon Mickiewicz et Mickiewicz, est un général-gouverneur des Antilles et un général de l'infanterie maritime allié à Jean-Maurice de Nassau-Siegen qui a participé aux invasions néerlandaises du Brésil au service de la Compagnie néerlandaise des Indes occidentales,.

## Biographie
Originaire de Silésie, Sigismund von Schkoppe porte le titre de seigneur de Kresberg et de Gross-Kotzenau, il arrive au Brésil colonial en 1629 en tant que capitaine de la Compagnie néerlandaise des Indes occidentales. Dans les rangs du corps des forces terrestres du général Diederik van Waenderburgh, il participe à la prise du Pernambouc par les Néerlandais.
En 1633, en tant que colonel, Schkoppe prend le commandement des troupes de la Compagnie au Brésil. Cependant, en 1634, le commandement des troupes est confié au colonel Christophe Arciszewski, qui revient des Provinces-Unies ; Schkoppe désire partir mais reste à la demande d'Arciszewski, qui abandonne le commandement et reste son subordonné. Ensemble, ils ajoutent de nouvelles zones aux possessions coloniales de la Compagnie : les capitaineries de Rio Grande et de Paraíba. En 1638, Jean-Maurice de Nassau-Siegen devient gouverneur de la colonie hollandaise et Schkoppe quitte le Brésil. Figure centrale de la constitution de la Nouvelle-Hollande, le comte Maurice de Nassau est néanmoins enthousiasmé par les nombreuses victoires de Schkopp : « Encouragé par une victoire aussi facile, Nassau ne put prendre de vacances. Il préféra profiter de l'étoile qui brillait si fort pour lui, envoyant Sigismund Schkoppe vers le sud, par voie terrestre,. »
En 1644, après la démission du comte, Schkoppe est nommé lieutenant général des troupes de la Compagnie et reçoit les pleins pouvoirs et devient le gouverneur de la nouvelle colonie de « tous les lieux conquis et à conquérir au Brésil par la Compagnie néerlandaise des Indes occidentales, ainsi que toutes les forces terrestres et maritimes qu'elle y possède et y possédera,,. »
Parmi ses exploits au service de la Maison d'Orange-Nassau, Sigismund von Schkoppe participe aux batailles du Maranhão (prise de São Luís), à la prise d'Ilha de Itamaracá et à la bataille des Guararapes (Recife), à l'invasion de Porto Calvo (Alagoas), à la prise du Fort de Santa Catarina do Cabedelo (Paraíba) et aux invasions de Rio de Janeiro. Schkoppe est l'un des principaux noms parmi les envahisseurs de la guerre néerlando-portugaise, atteignant le grade de lieutenant-colonel lors des batailles pour le Brésil. Aux côtés de l'amiral Jan Corneliszoom Lichthart, il conclut la célèbre alliance avec Domingos Fernandes Calabar qui garantit le succès des invasions hollandaises pendant plusieurs années.
Le règne de Sigismund von Schkoppe coïncide avec une période de troubles et de rébellion : les planteurs locaux, et en plus d'eux les esclaves et les Indigènes, organisent une rébellion contre les Néerlandais, qui se retirent dans les forts puis au Pernambouc. Le commandant rebelle André de Negreios Vidal encercle la ville et force les habitants et le gouverneur à se rendre. Le 26 janvier 1654, Sigismund von Schkoppe signe la capitulation, après quoi il retourne aux Pays-Bas. Il y est jugé par un tribunal militaire, mais est acquitté.

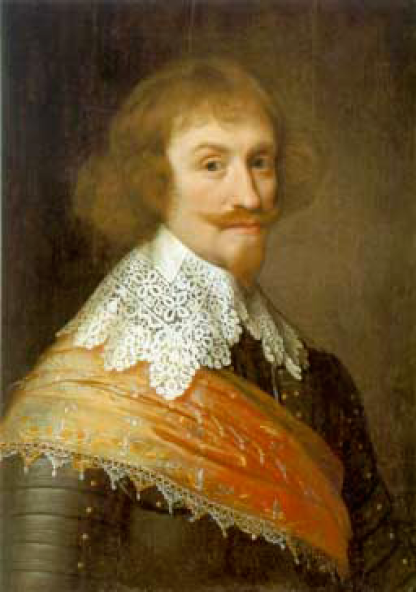
Comte Maurice de Nassau.
Drapeau de la Nouvelle-Hollande, occupation néerlandaise au Brésil.
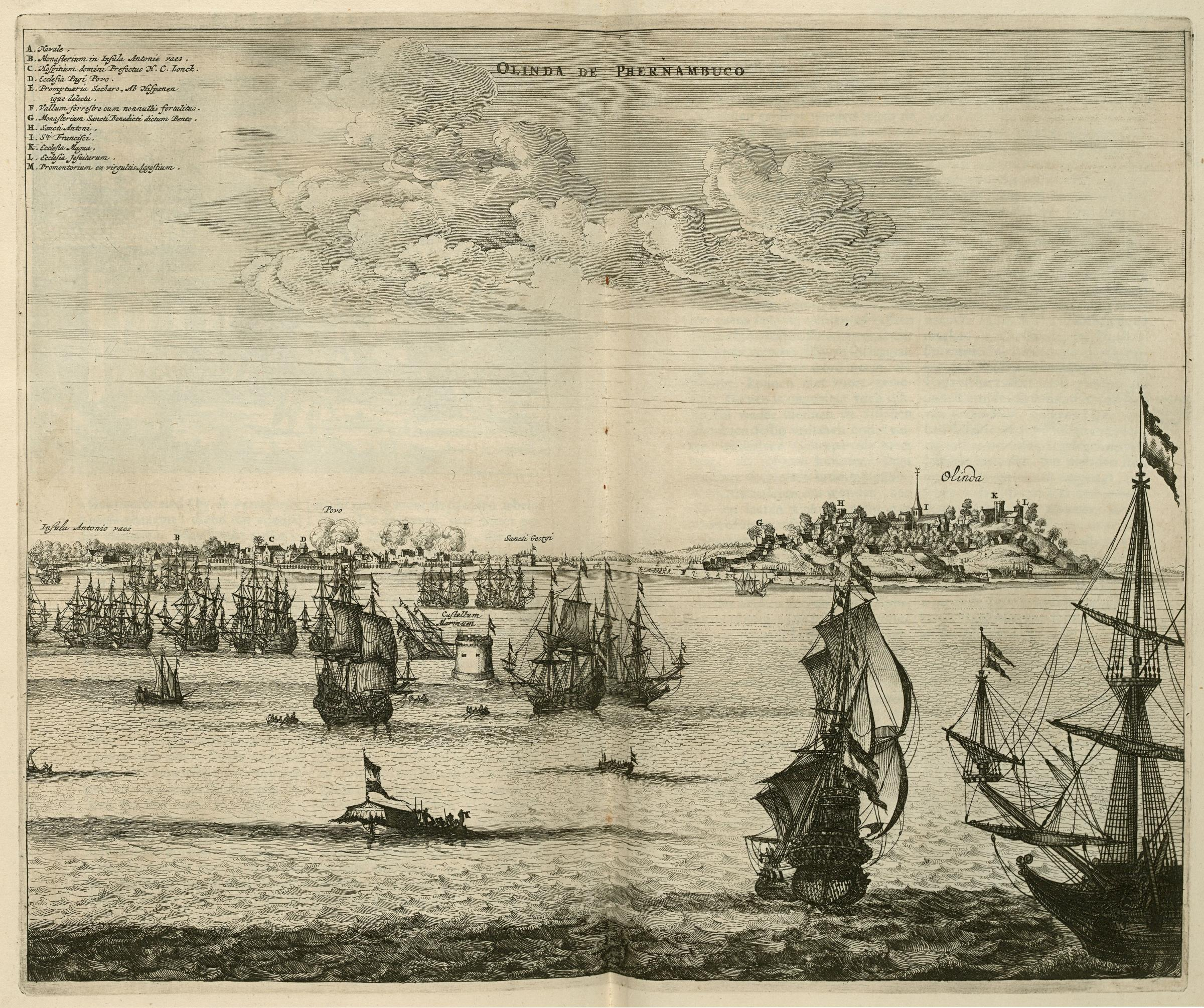
Gravure du siège hollandais de la ville d'Olinda.
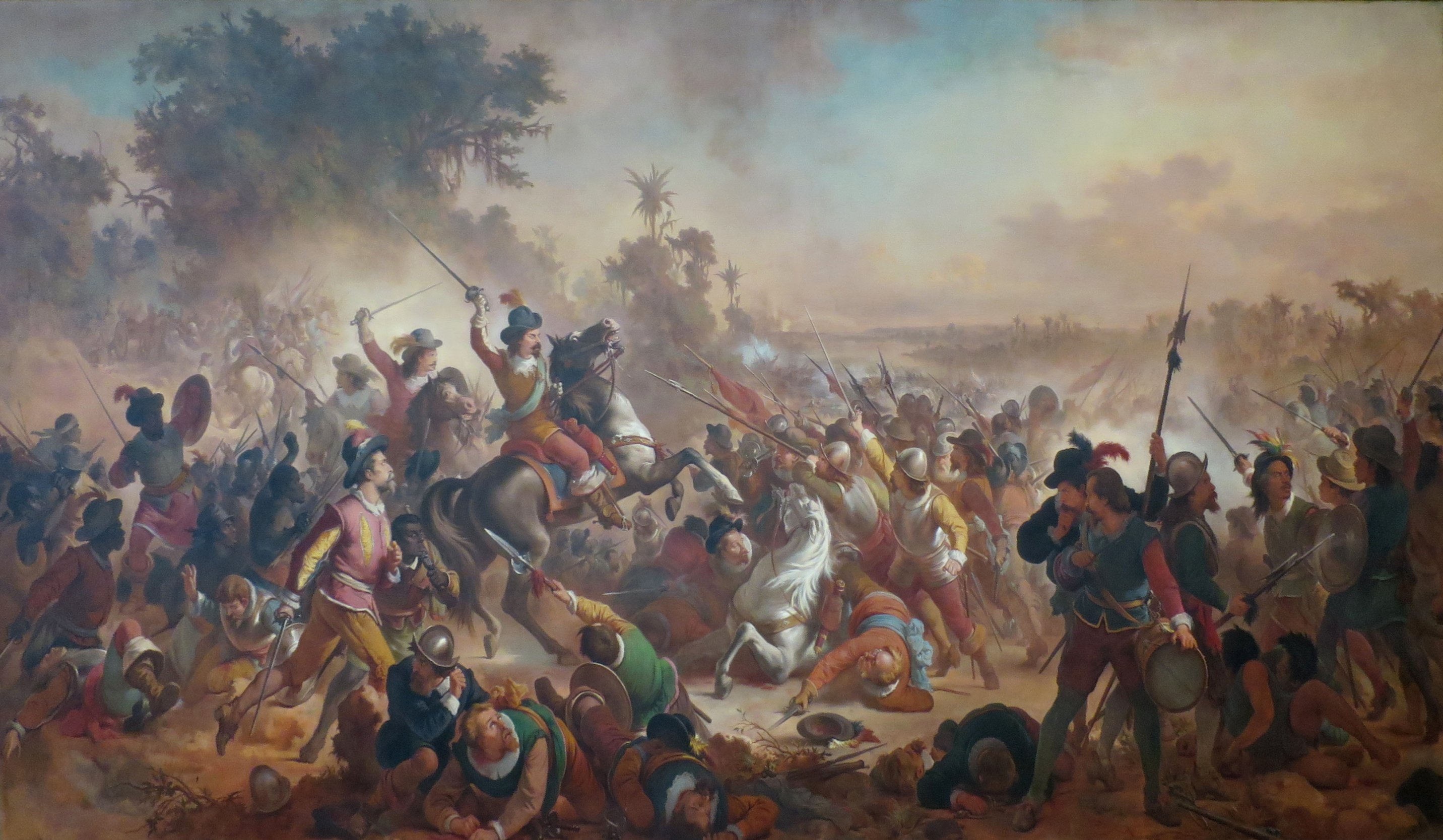
Batalha dos Guararapes, tableau de Victor Meirelles.

## Famille
Sigismund von Schkoppe est membre de l'une des plus anciennes familles nobles de la région de Silésie. Son arrière-arrière-grand-père est Christopher von Schkoppe, colonel et « héros de guerre » à Wrocław. Fidèle au roi Georges de Bohême, Christopher est responsable de la construction du château d'Auras en 1466,.
Très réputé parmi les ducs de la dynastie Piast, le blason de cette famille représente un lion à la fourrure rouge, vêtu d'un habit de moine et de sphères rouges sur ses pattes avant.
Parmi ses descendants, Sigismund von Schkoppe a pour arrière-arrière-petit-fils Bernhard von Schkopp, général et gouverneur de Strasbourg ; et Anna Bresser (pt), une noble prussienne vivant au Brésil, comme arrière-arrière-petite-fille,.